# Mathias Frank
Mathias Frank (Roggliswil, Luzern kanton, 1986. december 9. –) svájci profi kerékpáros. 2021 júniusában visszavonult a versenyzéstől.

## Eredményei
2004
2., Svájci országúti bajnokság  - Junior mezőnyverseny
3., Svájci országúti bajnokság - Junior időfutam-bajnokság
2006
2., Svájci országúti bajnokság - U-23 mezőnyverseny
4., összetettben - Tour des Aéroports
1., 4. szakasz
2007
1. - Cham-Hagendorn
1., összetettben - Thüringen Rundfahrt
1., 6. szakasz
1., 4. szakasz GP Tell
2008
1. - GP Triberg-Schwarzwald
3., Svájci országúti bajnokság - Mezőnyverseny
9., összetettben - Tour de l'Ain
2009
1., összetettben - GP Tell
2., Svájci országúti bajnokság - Időfutam-bajnokság
2., Svájci országúti bajnokság - Mezőnyverseny
6., összetettben - Tour of Ireland
8., összetettben - Tour de Wallonie
2010
1., Hegyi összetettben Tour de Suisse
2011
3., Svájci országúti bajnokság - Időfutam-bajnokság
6., összetettben - Tour de Suisse

## Grand Tour eredményei
| Grand Tour | 2008    | 2009 | 2010    | 2011 | 2012 |
| ---------- | ------- | ---- | ------- | ---- | ---- |
| Giro       | -       | -    | -       | 85.  |      |
| Tour       | -       | -    | feladta | -    |      |
| Vuelta     | feladta | -    | -       | 94.  |      |